# Hamlet (película de 1948)
Hamlet es una película británica de 1948, escrita, producida, actuada y dirigida por Laurence Olivier. Protagonizada por Laurence Olivier, Eileen Herlie, Basil Sydney, Norman Wooland, Felix Aylmer, Terence Morgan y Jean Simmons en los papeles principales, el guion está adaptado de la obra homónima de William Shakespeare.
Galardonada con numerosos premios cinematográficos internacionales, fue ganadora del Óscar a la mejor película en 1948.

## Argumento
El padre de Hamlet, rey de Dinamarca, ha sido asesinado secretamente por su hermano Claudio, que ha asumido el trono y se ha casado con la viuda, la reina Gertrudis. El hijo del rey asesinado, el príncipe Hamlet, recibe la visita del fantasma de su padre, que se le ha aparecido y le ha contado la verdad de su muerte. Hamlet, clamando venganza, encuentra a una banda de actores errantes y los contrata para interpretar una obra en la corte real, mostrando a un rey siendo asesinado por su hermano, en circunstancias idénticas a las que Claudio había asesinado al padre de Hamlet... esperando así poder confirmar la culpa de Claudio viendo su reacción.

## Reparto
- Laurence Olivier: Hamlet, príncipe de Dinamarca
- Eileen Herlie: Gerthrudis, la reina
- Basil Sydney: Claudio, el rey
- Norman Wooland: Horacio
- Felix Aylmer: Polonio, Lord Chamberlain
- Terence Morgan: Laertes, hijo de Polonio
- Jean Simmons: Ofelia, hija de Polonio
- Peter Cushing: Osric
- Stanley Holloway: Fossoyeur
- Russell Thorndike: Sacerdote
- John Laurie: Francisco

## Palmarés cinematográfico
21.ª edición de los Óscar
| Categoría                                  | Persona                      | Resultado |
| ------------------------------------------ | ---------------------------- | --------- |
| Mejor película                             |                              | Ganadora  |
| Mejor actor                                | Laurence Olivier             | Ganador   |
| Mejor dirección artística (blanco y negro) | Roger K. Furse Carmen Dillon | Ganadores |
| Mejor diseño de vestuario (blanco y negro) | Roger K. Furse               | Ganador   |
| Mejor director                             | Laurence Olivier             | Nominado  |
| Mejor actriz de reparto                    | Jean Simmons                 | Nominada  |
| Mejor banda sonora                         | William Walton               | Nominado  |

2.ª edición de los Premios BAFTA
| Categoría                | Resultado |
| ------------------------ | --------- |
| Mejor película británica | Ganadora  |

5.ª edición de las Medallas del Círculo de Escritores Cinematográficos
| Categoría                 | Resultado |
| ------------------------- | --------- |
| Mejor película extranjera | Ganadora  |

Otros premios obtenidos
- Premio Bodil 1949: A la mejor película europea.
- Premio Globo de Oro 1949: a la mejor película extranjera, y al mejor actor (Laurence Olivier).
- Premios del Círculo de críticos de cine de Nueva York 1949: al mejor actor (Laurence Olivier).
- Premios del Festival de cine de Venecia 1950: a la mejor película. Premio León de Oro 1948 (Laurence Olivier). Copa Volpi: a la mejor actriz (Jean Simmons).

## Comentarios
En papeles secundarios, o como extras, aparecen Patrick Troughton, Anthony Quayle, Christopher Lee, Desmond Llewelyn y Patrick Macnee.